# Thy-le-Château
Thy-le-Château (en valón: Tî-l'-Tchestea) es una sección de la ciudad belga de Walcourt ubicado en la Región Valona en la provincia de Namur.
Fue un municipio independiente antes de la completa fusión de municipios en 1977.

## Etimología
El nombre de Thy-le-Château tiene sus orígenes en la palabra latina termen que significa montículo. Por otro lado, nos encontramos con esta raíz en las palabras valonas tièr, tiêr, tyin.ne, y tiène que también tienen significación. El término château vino a unirse a ellos después de la construcción de una fortaleza en el lugar.

## Historia
El pueblo posee una rica historia tanto en la historia pasada como en el del acero. Los registros escritos del pueblo se remontan al siglo IX, manteniendo vestigios de la época romana incluyendo un cementerio romano y una calzada romana del período tardío. Existe un castillo medieval que fue restaurado en varias ocasiones en el centro del pueblo. Se tiene testimonio de la existencia de una antigua corte feudal en Thy-le-Château.
En la industria del acero, también se encontró rastros de actividades de acero en la Edad Media, pero fue durante el siglo XX que el pueblo de Thy-le-Château tuvo su auge con la Compañía general de acero y laminado San Eloi.
Finalmente, el pueblo sufrió mucho por la Segunda Guerra Mundial, durante el cual no solamente las instalaciones quedaron totalmente destruidas por los bombardeos alemanes, sino también por las incursiones del 31 de julio y 31 de agosto de 1944 que causaron muchas víctimas.